# Гуч, Джордж Пибоди
Джордж Пибоди Гуч  (англ. George Peabody Gooch; 21 октября 1873, Лондон — 31 августа 1968, Лондон) — английский историк, политик и журналист. Последователь Джона Актона.

## Биография
Гуч родился в Кенсигтоне, в семье Чарльза Гуча, банкира и Мэри Джейн Гуч, урождённой Блейк. У Джорджа был старший брат, Генри Гуч (7 декабря 1871 — 15 января 1959), будущий депутат от консерваторов. Джордж учился в Итонском колледже, королевском колледже в Лондоне и в Тринити-колледже, Кембридж, где получил степень бакалавра истории. За работу «Английские демократические идеи в семнадцатом веке» в 1897 году получил приз Терлуолла от Кембриджского университета. Также учился в Париже и Берлине.

## Политическая и научная деятельность
С 1906 по 1910 годы был депутатом-либералом от избирательного округа Бат. В 1908 году проголосовал за законопроект о предоставлении женщинам избирательного права. В годы Первой мировой он был сотрудником исторического отдела МИД, готовил материалы для участия делегации от Великобритании в Парижской мирной конференции. С 1922 по 1925 годы был президентом Исторической Ассоциации, с 1933 по 1936 — секретарём Национального Совета Мира (NPC), с июня 1936 года являлся членом совета Либеральной партии. После Первой мировой войны Гуч, работая вместе с Темперлеем, стал достаточно известным историком Европы и критиковал политику Великобритании. Он также входил в Союз Демократического контроля, с 1911 по 1960 годы был редактором журнала «Contemporary Review», в котором освещались проблемы, касающиеся политики и международных отношений.
Вместе с историком Гарольдом Темперлеем Гуч подготовил материалы для публикации британской дипломатической истории, в частности, периода перед Первой мировой —  «British documents on the origins of the war, 1898–1914». Джордж Гуч считался одним из ранних ревизионистов, его ставят в один ряд с Гарри Элмером Барнзом и Сидни Бредшоу Фей.
Был президентом Английского общества Гёте, председателем образовательного фонда сэра Ричарда Стейли.

## Избранные труды
- History of Our Time, 1885-1911. — H. Holt, 1911. — 248 с.[6]
- The History of English Democratic Ideas in the Seventeenth Century. — Мичиганский университет: G. E. Stechert, 1912. — 363 с.[7]
- Nationalism. — Swarthmore international handbooks (Том 3). — Swarthmore Press Limited, 1920. — 127 с.[8]
- Germany and the French Revolution. — Longmans, Green, 1920. — 543 с.[9]
- Life of Lord Courtney. — Macmillan and Co., limited, 1920. — 626 с.[10]
- History of Modern Europe, 1878-1919. — H. Holt, 1923. — 728 с.[11]
  - Гуч Г. П. История современной Европы. / Сокр. пер. с англ. Ю. Соловьева и Н. Ждановой ; предисл. Ф. Ротштейна. — Москва ; Ленинград : Гос. изд., 1925. — VIII, 291 с.
- Recent Revelations of European Diplomacy. — 3. — Longmans, Green and Company, 1927. — 218 с.[12]
- English Democratic Ideas in the Seventeenth Century / Harold Joseph Laski. — The University Press, 1927. — 315 с.[13]
- English democratic ideas in the seventeenth century / Harold Joseph Laski. — 2-е. — Cambridge: Cambridge Univ. Pr., 1954. — 315 с.[14]
- Catherine the Great: And Other Studies. — Archon Books, 1954. — 292 с.[15]
- Political Thought in England from Bacon to Halifax. — Home university library of modern knowledge. — Oxford University Press, 1955. — 202 с.[16]
- Louis XV: The Monarchy in Decline. — 2. — Longmans, Green, 1956. — 285 с.[17]
- The Second Empire. — 2. — Longmans, 1960. — 324 с.[18]
- Before the War: Studies in Diplomacy, Том 1. — Russell & Russell, 1967. — 885 с.[19]

## Награды
- Орден Кавалеров Почёта (1939)
- «Pour le Mérite», орден за Заслуги (1954)
- Орден Заслуг Великобритании (1963)
- Член Британской Академии с 1926 года
- Почётный член Тринити-Колледжа с 1935 года